# Geogamasus levispiritus
Geogamasus levispiritus är en spindeldjursart som beskrevs av Wolfgang Karg 1998. Geogamasus levispiritus ingår i släktet Geogamasus och familjen Ologamasidae. Inga underarter finns listade i Catalogue of Life.